# Euploea aglidice
Euploea aglidice är en fjärilsart som beskrevs av Jean Baptiste Boisduval 1832. Euploea aglidice ingår i släktet Euploea och familjen praktfjärilar. Inga underarter finns listade i Catalogue of Life.